# 利达
利达是位于白俄罗斯西部格罗德诺州的一座城市，人口约103,262（2025年）。它位於明斯克以西168公里（104英里）。1180年的文獻中就有提到利达。14世纪初，利达當地出現了一座木制堡垒。
53°53′N 25°18′E / 53.883°N 25.300°E
1. ↑  . belsat.gov.by.   [8 May 2025]. （原始内容存档于29 March 2025）.